# Maffei II
Maffei II (también conocida como Sh2-197 o UGCA 39) es una galaxia espiral intermedia de 10 millones de años-luz de distancia en la constelación de Casiopea. Maffei I y Maffei II fueron descubiertos por Paolo Maffei en 1968 a partir de su emisión infrarroja. Maffei II se encuentra en la zona de evitación y se trata de un 99,5% oscurecida por la Vía Láctea nubes de polvo en primer plano, y como resultado es apenas detectable en longitudes de onda ópticas. Se había propuesto poco después de su descubrimiento de que Maffei II puede ser un miembro del grupo local , pero ahora se cree que es un miembro de otro grupo cercano, el Grupo Maffei, el grupo de galaxias que es uno de los grupos más cercanos al Grupo Local.